# María Luisa Bartolomé Núñez
María Luisa Bartolomé Núñez (Vilarello da Igrexa, Cervantes, província de Lugo, 1956) és una política i sindicalista valenciana d'origen gallec, diputada al Congrés dels Diputats en la VI legislatura 
Treballà com a administrativa a l'ajuntament d'Elx i el 1978 s'afilià al PSOE. També fou delegada sindical de la UGT i membre de l'executiva local del Baix Vinalopó del PSPV-PSOE. Fou escollida diputada per la província d'Alacant a les eleccions generals espanyoles de 1996.